# Chōsokabe Kunichika
Chōsokabe Kunichika (長宗我部 国親?; 1503 – 8 luglio 1560) è stato un daimyō giapponese. Suo nome di nascita fu Senyumaru (千熊丸).

## Biografia
Figlio di Chōsokabe Kanetsugu, suo padre venne attaccato dal clan Motoyama e perse la vita nel 1508. Alla morte del padre Kunichika venne così accolto come figlio adottivo da Ichijō Fusaie, aristocratico risiedente nella provincia di Tosa. In seguito alla sua riconciliazione con i Motoyama, Kunichika ebbe la sua vendetta verso il clan rivale nel 1560. Elevato al rango di daimyō ebbe un figlio, Motochika, il quale continuò ad accrescere l'influenza militare del clan nella regione Sfortunatamente la guida di Kunichika non durò molto, poiché morì poco dopo la vittoria sui Motoyama, e fu proprio Motochika a prendere le redini del clan Chōsokabe.

## Famiglia
- Padre: Chōsokabe Kanetsugu (1504–1560)[senza fonte]
- Moglie: Osachi no Kata
- Figli:
  - Chōsokabe Motochika da Osachi no Kata
  - Kira Chikasada (1541–1576)
  - Motoyama no Kata, sposo di Motoyama Shigetoki
  - Kosokabe Chikayasu (1543–1593)
  - Shima Chikamasu (d. 1571)
  - figlia sposata Ike Yorikazu
  - Oyo no Kata, sposo di Hakawa Kiyomune